# Nikolai Andrejewitsch Koschelew
Nikolai Andrejewitsch Koschelew (russisch Никола́й Андре́евич Ко́шелев; * 3. Mai 1840 in Serman, Gouvernement Pensa, Russisches Kaiserreich; † 1918 in Petrograd, Sowjetrussland) war ein russischer Maler, Grafiker und Wandmaler.

## Kindheit

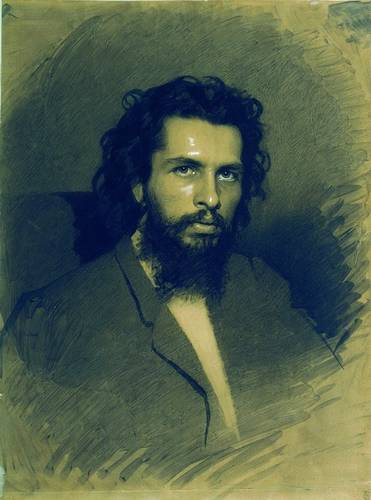
Porträt Koschelews (1866) von Iwan Kramskoi

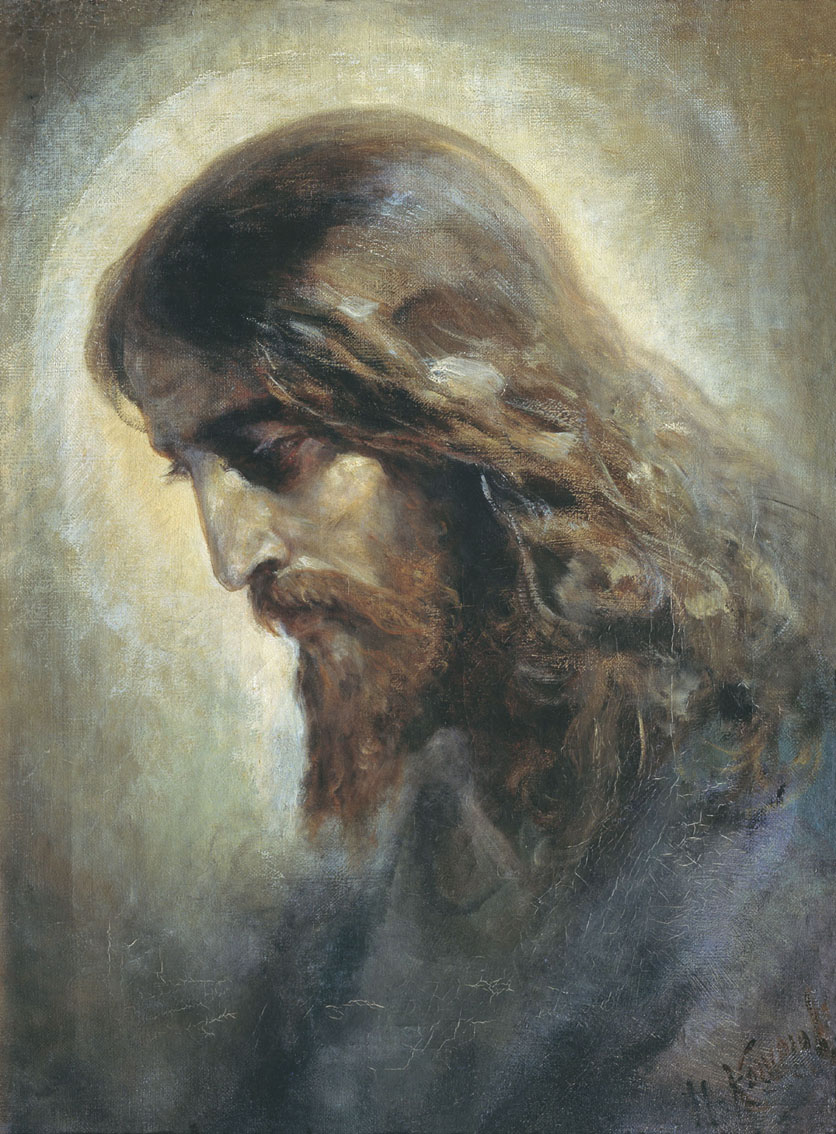
Christus (Nikolai Koschelew)

Nikolai Koschelew wurde in einer russischen Bauernfamilie geboren, die in Leibeigenschaft geriet. Die Kindheit verbrachte er in Arsamas.

## Studium
Das Kunststudium begann für Koschelew im Jahre 1851, zunächst für zwei Jahre, in Nischni Nowgorod. Er setzte sein Studium 1856 in der russischen Stadt Kasan fort, wo er bis zum Jahr 1860 wohnhaft war.
In dieser Zeit arbeitete er vorwiegend auf dem Gebiet der Kirchenmalerei in russisch-orthodoxen Kirchen, die nach byzantinischer Architektur entworfen, gebaut und nach byzantinischer Kunst ausgestaltet werden. Koschelew gestaltete entsprechend Kirchenwände aus.
Ab dem Jahr 1860 zog er nach Sankt Petersburg und widmete sich ab dem Jahre 1863, an der Russischen Kunstakademie, ausgiebig, unter der Leitung von Fjodor Antonowitsch Bruni dem Studium der Historienmalerei.

## Künstlerisches Schaffen
Ab 1865 beteiligte sich Koschelew jahrelang künstlerisch an der Fertigstellung der Christ-Erlöser-Kathedrale von Moskau und erlangte im Jahre 1878 die Professur.
Ab 1878 begab er sich auf Reisen, besuchte Berlin, Dresden, Frankfurt am Main, Wien und Paris. Den längsten Zeitraum im Ausland verbrachte Koschelew ab dem Jahr 1880 einjährig in Rom verbleibend. Nach seiner Rückkehr nach Russland lebte er abwechselnd in Moskau und Sankt Petersburg und war als Dozent tätig, fungierte als Leiter für Technisches Zeichnen, an der Baron-Alexander-von-Stieglitz-Schule. Ab dem Jahr 1880 wurde Koschelew für ein Jahrzehnt lang Inspektor an der Stroganow-Kunst-und-Technik-Schule (Wchutemas).
Neben dieser Tätigkeit war Koschelew zudem an den Restaurierungen der Isaakskathedrale von Sankt Petersburg und der Auferstehungskirche von Sankt Petersburg beteiligt gewesen. Ebenfalls selbst an der Ausgestaltung der Alexander-Newski-Kathedrale von Warschau.
1891 begab er sich auf Reisen nach Ägypten und in den Mittleren Osten. In Jerusalem gestaltete er zwanzig Abbildungen der Passion Christi in der russisch-orthodoxen Alexander-Newski-Kathedrale von Jerusalem. Wieder in Russland zurück, beteiligte er sich im Jahre 1896 an der Begründung des Nischni Nowgoroder Kunstmuseums.
Nikolai Koschelew starb im Jahre 1918 in Petrograd (Sankt Petersburg). Über seine letzten Lebensjahre gibt es keine gesicherten Informationen.

## Christliche Kunst
Insgesamt gesehen sind Koschelews geschaffene Werke durch die Frömmigkeit des orthodoxen Christentums geprägt. Seine christliche Kunst ist unter anderem heutzutage in der Tretjakow-Galerie von Moskau und im Russischen Museum von Sankt Petersburg zu bewundern.